# Vince Vaughn
Vincent Anthony "Vince" Vaughn (28 de março de 1970 Mineápolis, Minnesota) é um ator de cinema americano, roteirista, produtor, comediante e ativista. Ele começou a atuar no final de 1980, aparecendo em pequenos papéis para a televisão, mas alcançou o reconhecimento a partir de 1996, atuando no filme Swingers (Curtindo a Noite). Ele já apareceu em vários filmes, incluindo The Lost World: Jurassic Park (Jurrassic Park 2 o Mundo Perdido), Psycho (1998) (Psicose Remake), Return to Paradise (Pela vida de um amigo), Old School (Dias incríveis), Dodgeball: A True Underdog Story (Com a bola toda), Wedding Crashers  (Penetras Bom de Bico), The Break-Up (Separados pelo casamento), Fred Claus (Titio Noel), Couples Retreat (Encontro de Casais). Vaughn também é um amigo próximo ao ator / diretor Jon Favreau. Ele é um dos homens mais altos atuando em Hollywood com 1 metro e 96 centimetros.

## Carreira
| Ano  | Título                                                                  | Título em português                                                            | Personagem                          |
| ---- | ----------------------------------------------------------------------- | ------------------------------------------------------------------------------ | ----------------------------------- |
| 1992 | School Ties                                                             |                                                                                | Participação especial               |
| 1993 | Rudy                                                                    |                                                                                | Jamie O'Hara                        |
| 1994 | At Risk                                                                 |                                                                                | Max Nolan                           |
| 1996 | Swingers                                                                |                                                                                | Trent Walker                        |
| 1997 | The Lost World: Jurassic Park                                           | br: O Mundo Perdido: Jurassic Park                                             | Nick Van Owen                       |
| 1997 | The Locusts                                                             | br: Segredos Imperdoáveis pt: Segredos Malditos                                | Clay Hewitt                         |
| 1998 | Psycho                                                                  |                                                                                | Norman Bates                        |
| 1998 | Clay Pigeons                                                            |                                                                                | Lester Long                         |
| 1998 | A Cool, Dry Place                                                       |                                                                                | Russell Durrell                     |
| 1998 | Return to Paradise                                                      |                                                                                | John "Xerife" Volgecherev           |
| 2000 | The Cell                                                                | br/pt: A Cela                                                                  | Agente Peter Novak                  |
| 2000 | The Prime Gig                                                           |                                                                                | Pendelton "Penny" Wise              |
| 2000 | South of Heaven, West to Hell                                           |                                                                                | Taylor Henry                        |
| 2001 | Domestic Disturbance                                                    | br: Inimigo em Casa pt: Identidade Falsa                                       | Rick Barnes                         |
| 2001 | Zoolander                                                               |                                                                                | Luke Zoolander                      |
| 2001 | Made                                                                    |                                                                                | Ricky Slade                         |
| 2003 | I Love Your Work                                                        |                                                                                | Stiev                               |
| 2003 | Old School                                                              | br: Dias Incríveis pt: Dias de Loucura                                         | Bernard "Beanie" Campbell           |
| 2003 | Blackball                                                               |                                                                                | Rick Schwartz                       |
| 2004 | Starsky & Hutch                                                         | br: Starsky & Hutch - Justiça em Dobro                                         | Reese Feldman                       |
| 2004 | Anchorman: The Legend of Ron Burgundy                                   | br: O Âncora: A Lenda de Ron Burgundy pt: O Repórter - A Lenda de Ron Burgundy | Wes Mantooth                        |
| 2004 | Wake Up, Ron Burgundy: The Lost Movie                                   |                                                                                | Wes Mantooth                        |
| 2004 | Dodgeball: A True Underdog Story                                        | br: Com a Bola Toda pt: Uma Questão... de Bolas                                | Peter La Fleur                      |
| 2005 | Thumbsucker                                                             |                                                                                | Sr. Geary                           |
| 2005 | Mr. & Mrs. Smith                                                        | br: Sr. e Sra. Smith                                                           | Eddie                               |
| 2005 | Wedding Crashers                                                        | br: Penetras Bons de Bico pt: Os Fura Casamentos                               | Jeremy Grey                         |
| 2005 | Be Cool                                                                 | br: Be Cool - O Outro Nome do Jogo pt: Jogos Mais Perigosos                    | Randolph "Raji" Lowenthal           |
| 2005 | Paparazzi                                                               |                                                                                | Ator                                |
| 2006 | The Break-Up                                                            | br: Separados pelo Casamento pt: Separados de Fresco                           | Gary Grobowski                      |
| 2007 | Into the Wild (filme)                                                   | br: Na Natureza Selvagem pt: O Lado Selvagem                                   | Wayne Westerberg                    |
| 2007 | Fred Claus                                                              |                                                                                | Frederick "Fred" Claus              |
| 2008 | Wild West Comedy Show: 30 Days & 30 Nights - Hollywood to the Heartland |                                                                                | Ele mesmo                           |
| 2008 | Four Christmases                                                        | br: Surpresas do Amor pt: Uns Sogros de Fugir                                  | Brad                                |
| 2009 | Couples Retreat                                                         | br: Encontro de Casais pt: Terapia para Casais                                 | Dave                                |
| 2011 | The Dilemma                                                             | pt: O Dilema                                                                   | Ronny Valentine                     |
| 2012 | The Watch                                                               | br: Vizinhos Imediatos De 3º Grau pt: Patrulha De Bairro                       | Bob                                 |
| 2013 | The Internship                                                          | br: Os Estagiários                                                             | Billy McMahon                       |
| 2013 | Delivery Man                                                            | br: De Repente Pai                                                             | David Wozniak                       |
| 2015 | I Hate Christmas                                                        | br: Odeio o Natal                                                              | Robert "Tobby" Jones                |
| 2015 | Unfinished Business                                                     | br: Negócios Fora de Controle                                                  | Dan Trunkman                        |
| 2016 | Hacksaw Ridge                                                           | br: Até o Último Homem                                                         | Sergeant Howell                     |
| 2017 | Brawl in Cell Block 99                                                  | br:Briga no Bloco de celas 99                                                  | Bradley Thomas                      |
| 2018 | Dragged Across Concrete                                                 |                                                                                | Anthony Lurasetti                   |
| 2019 | Fighting with My Family                                                 |                                                                                | Hutch Morgan                        |
| 2019 | Seberg                                                                  |                                                                                | Carl Kowalski                       |
| 2020 | Arkansas                                                                |                                                                                | Frog                                |
| 2020 | The Binge                                                               |                                                                                | Carleson                            |
| 2020 | Freaky                                                                  |                                                                                | Blissfield Butcher / Millie Kessler |
| 2021 | North Hollywood                                                         |                                                                                | Oliver                              |
| 2021 | Queenpins                                                               |                                                                                | Simon Kilmurray                     |

## Prêmios e indicações
- People's Choice Awards, USA Favorite On-Screen Match-Up por: Wedding Crashers (2005), dividido com Owen Wilson
- MTV Movie Awards de Best On-Screen Team por: Wedding Crashers (2005), dividido com Owen Wilson
- Teen Choice Awards Movies – Choice Chemistry por: The Break-Up (2006), dividido com Jennifer Aniston
- ShoWest Convention: prêmio especial - estrela de comédia do ano (2006)
- 33ª edição do People's Choice Awards: ator principal favorito
- Spike TV: First Annual "Guys Choice" Guy Movie Hall of Fame por Swingers (juntamente com Jon Favreau)